# Les Pélerins (Chamonix-Mont-Blanc)
Les Pèlerins
Pour les articles homonymes, voir Les Pélerins.
Les Pélerins (parfois écrit par erreur « Les Pèlerins ») est un quartier (autrefois un hameau) de la commune française de Chamonix-Mont-Blanc située dans le département de la Haute-Savoie dans la région Auvergne-Rhône-Alpes. Il est situé sur la rive gauche de l'Arve, au sud de la ville.
Ses habitants sont appelés les Pélarnis.

## Géographie
Le quartier des Pélerins est situé au Sud de Chamonix, à hauteur du hameau et du lac des Gaillands. Les Gaillands sont situés rive droite de l'Arve, les Pélerins rive gauche. Le hameau des Pélerins a toujours été divisé entre les Pélerins d'en haut (sur les pentes) et les Pélerins d'en bas (près de l'Arve). Cette fracture a pris plus d'importance depuis la construction de la voie rapide d'accès au tunnel du Mont-Blanc, dite « route Blanche », qui coupe le quartier en deux.

## Urbanisme

### Logements
En 2010, les logements sont principalement des logements sociaux (469 sur un total de 617). Ils représentent 75 % des logements sociaux de la vallée.

### Projets d'aménagements
Le grand projet d'aménagement a été depuis plusieurs années la réhabilitation de l'ancienne gare désaffectée du téléférique des glaciers, projet qui a abouti en 2008 avec la rénovation du bâtiment puis l'installation de la MJC de Chamonix.

## Toponymie
C'est par le toponyme Les Pellarins que l'on a désigné pendant des siècles, au temps du prieuré de Chamonix, ce hameau dépendant de la dîmerie de l’Église.
D'après C. Marteaux, ce nom proviendrait du mot latin pelegrinum (étranger). Mais des études récentes montrent qu'aucune des thèses émises ne peut être étayée.
Le nom de cet ancien hameau est aujourd'hui « Les Pélerins », avec un accent aigu sur le premier « e ».

## Histoire

### Le village de Jacques Balmat
Le quartier des Pélerins est le lieu où « tout a commencé » car c'est le village natal de Jacques Balmat (sa maison natale a disparu en 1852).
C'est en effet de ce village qu'accompagné du Docteur Paccard, il est parti conquérir le mont Blanc et qu'il réussit la première ascension le 8 août 1786. Redescendu, il va à Genève prévenir le suisse Horace Bénédict de Saussure, ce qui lui permet de gagner la forte récompense promise par ce dernier.
Un an après, Jacques Balmat fait construire sa ferme en haut du village.
Les Pélerins est alors un hameau tranquille, proche de Chamonix-Mont-Blanc, qui vit de la culture des terres, de l'élevage et de l'exploitation des bois.
Les premières ascensions du mont Blanc amènent un développement du tourisme et les visiteurs se font de plus en plus nombreux. On construit alors la gare des Pélerins sur la ligne Saint-Gervais - Vallorcine et le téléphérique des glaciers.

### Le percement du tunnel du Mont-Blanc
Le village prend un essor très important au moment du percement du tunnel du Mont-Blanc. Les travaux débutent en 1959 et vont durer une dizaine d'années, pendant lesquelles il faut loger le personnel qui va œuvrer à cet immense chantier.
La commune achète dès 1956 des terrains pour construire les premières habitations à loyer modéré. En 1958, sortent de terre les premières « Castorettes », petits chalets individuels destinés aux cadres du chantier et à leurs familles. Le village est alors coupé en deux par la route, et le nombre d'habitants augmente de façon très importante.

## Population et société

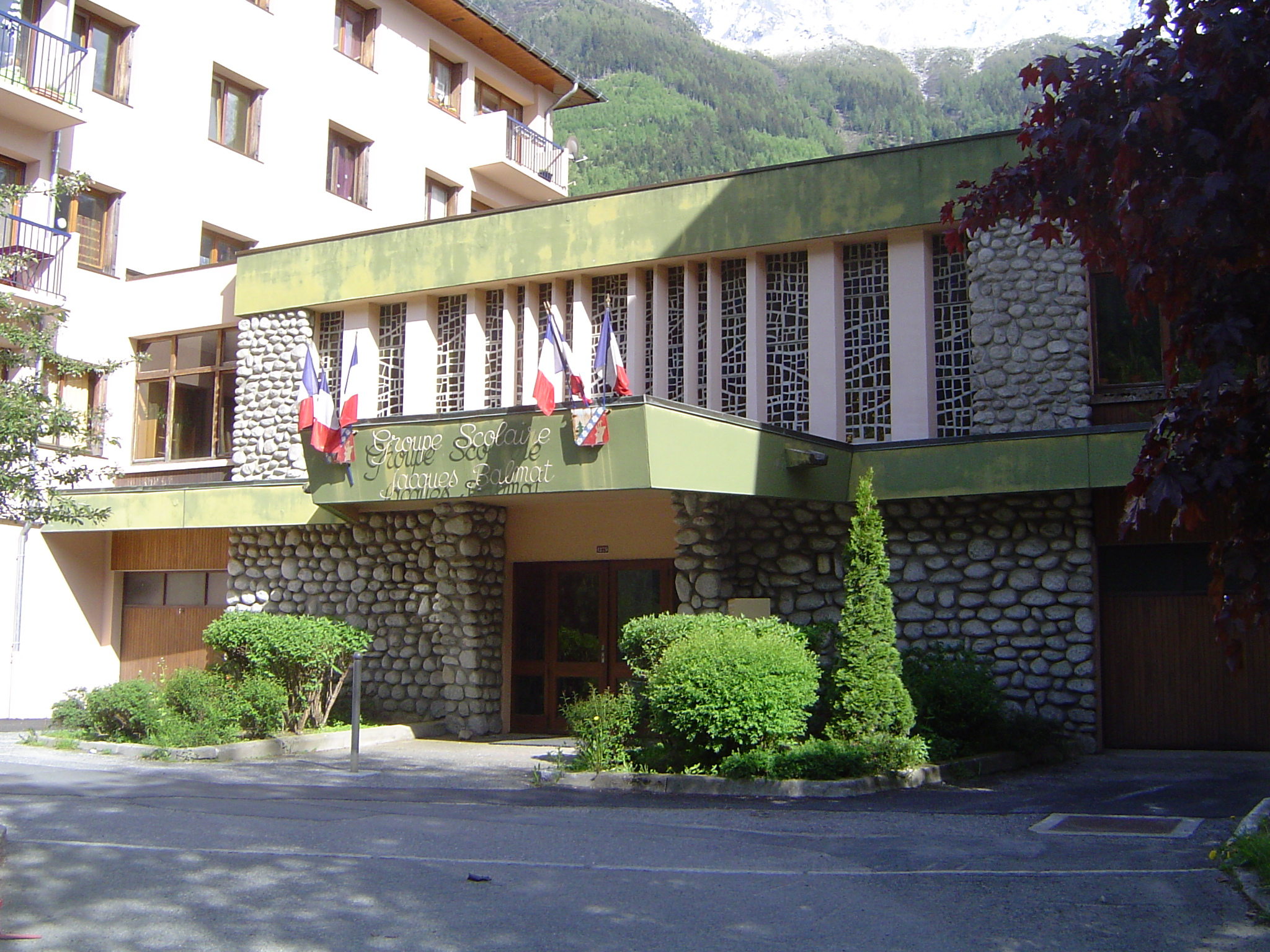
L'entrée du groupe scolaire Jacques Balmat

### Démographie
Fin 2010, le quartier des Pélerins est un quartier « vieillissant » :
- les coûts de plus en plus élevés pour se loger dans la vallée ont amené de nombreuses familles qui voulaient investir à quitter la vallée ;
- les militaires de l'École militaire de haute montagne qui représentaient une importante population ne viennent plus guère en famille ;
- la construction de l'importante caserne de la compagnie de gendarmerie a déplacé de nombreuses familles vers le quartier voisin de l'aiguille du Midi ;
- enfin, la fermeture de l'hôpital a éloigné les employés dont les enfants étaient scolarisés dans les écoles des Pélerins.

### Enseignement
La municipalité a toujours développé les installations dans ce quartier : dès 1888, une école est construite.

### Sports

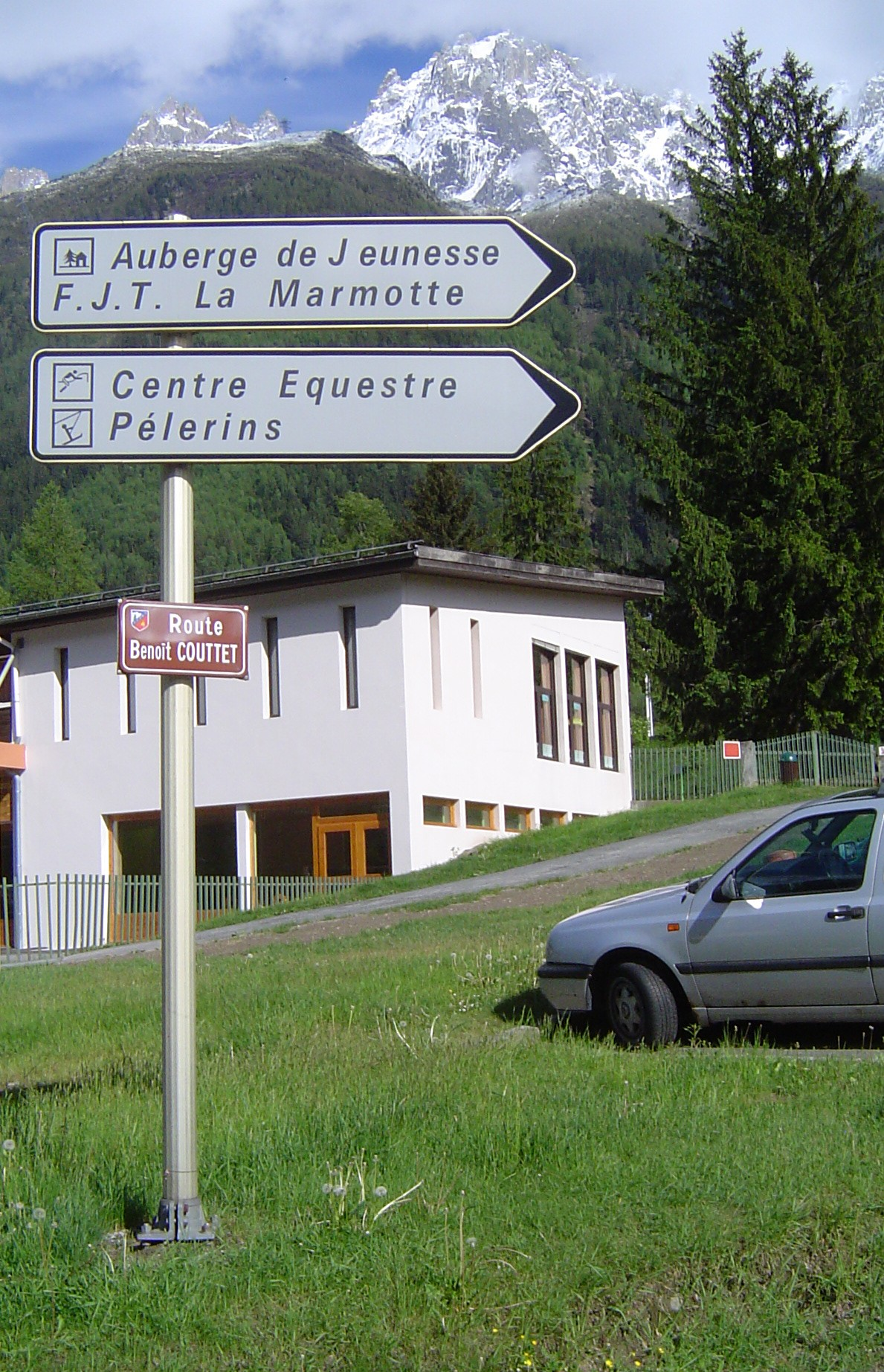
La route Benoît Couttet mène au téléski des Pélerins

C'est aux Pélerins qu'avait été construite la piste de bobsleigh utilisée pour les Jeux olympiques d'hiver de 1924.
En 2015, on y trouve le centre équestre de Chamonix, un golf miniature ainsi qu'un téléski.

## Économie

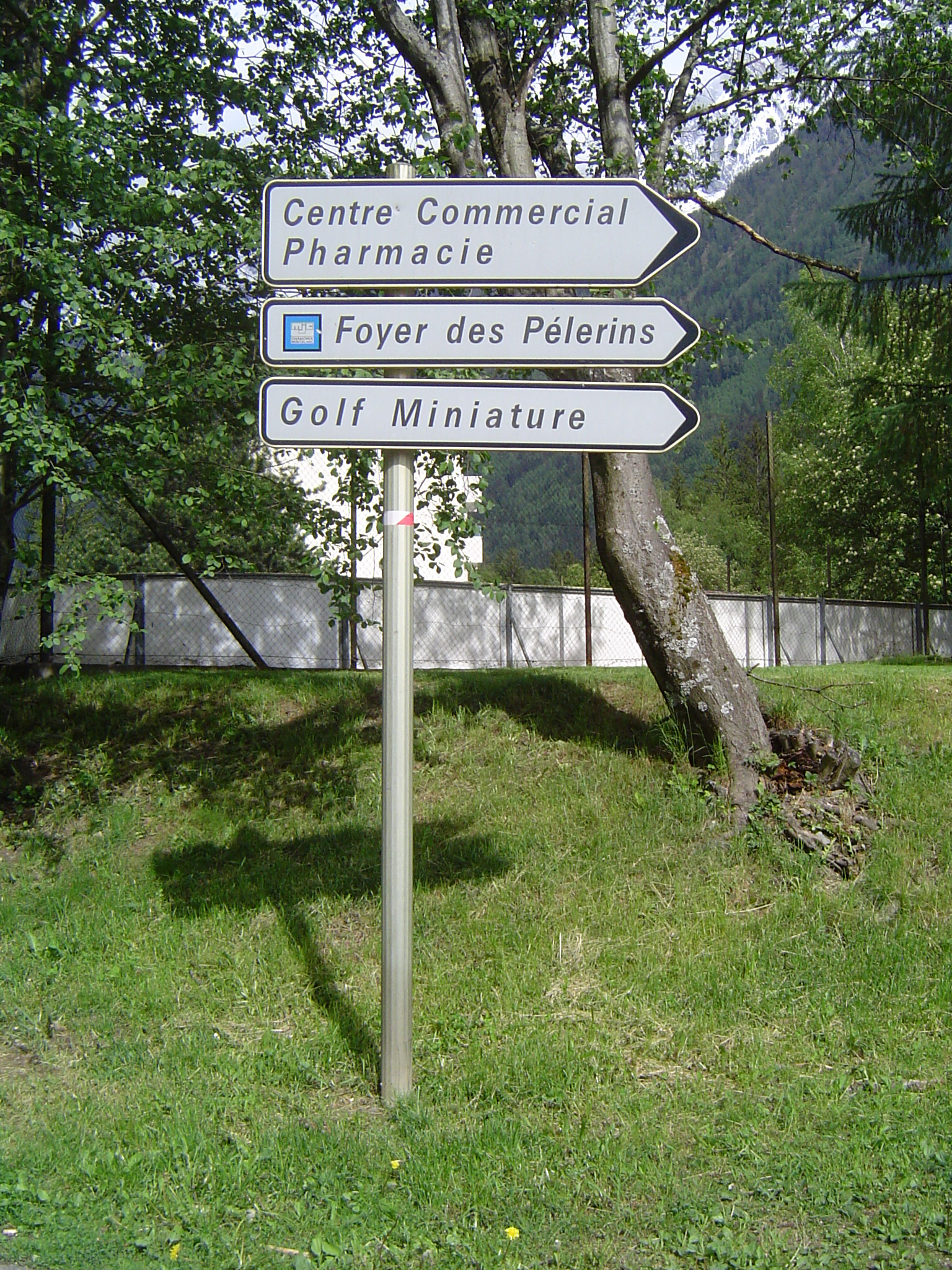
La pharmacie jouxte le centre commercial

### Emploi, entreprises et commerces
La commune a installé aux Pélerins en 2010 dans une construction neuve près de l'ancien téléphérique des Glaciers, l'établissement destinée à préparer les repas des écoles et des aînés de la vallée.
Un centre commercial comprenant une pharmacie existe depuis les années 1970.

### Les jardins potagers
La municipalité propose gratuitement aux habitants du quartier des Pélerins 22 jardins potagers d'une superficie d'environ 140 m2 chacun. Ces jardins permettent de développer les relations inter-générationnelles : les aînés transmettant leur savoir-faire aux plus jeunes.

## Culture locale et patrimoine

### Patrimoine culturel

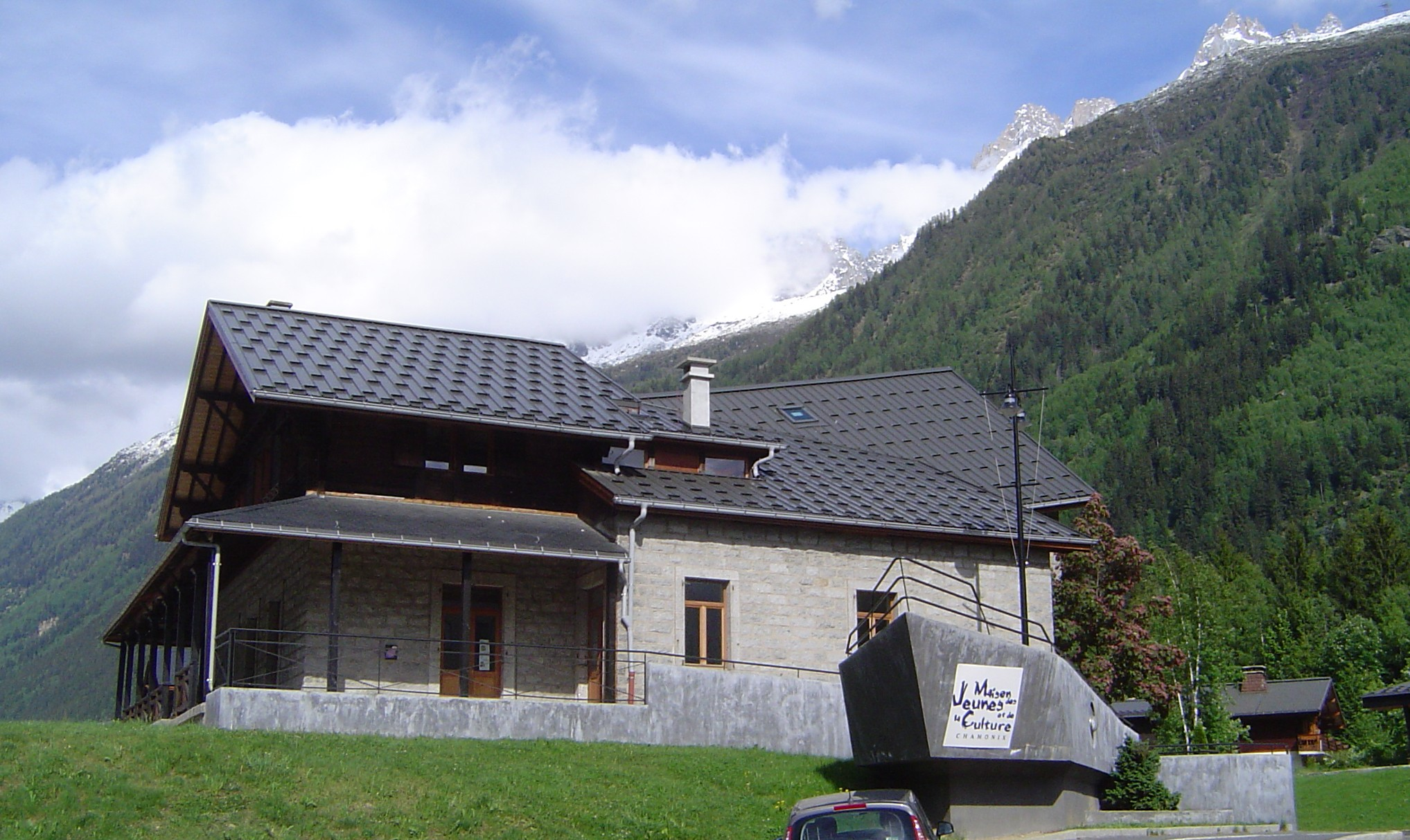
La MJC de Chamonix

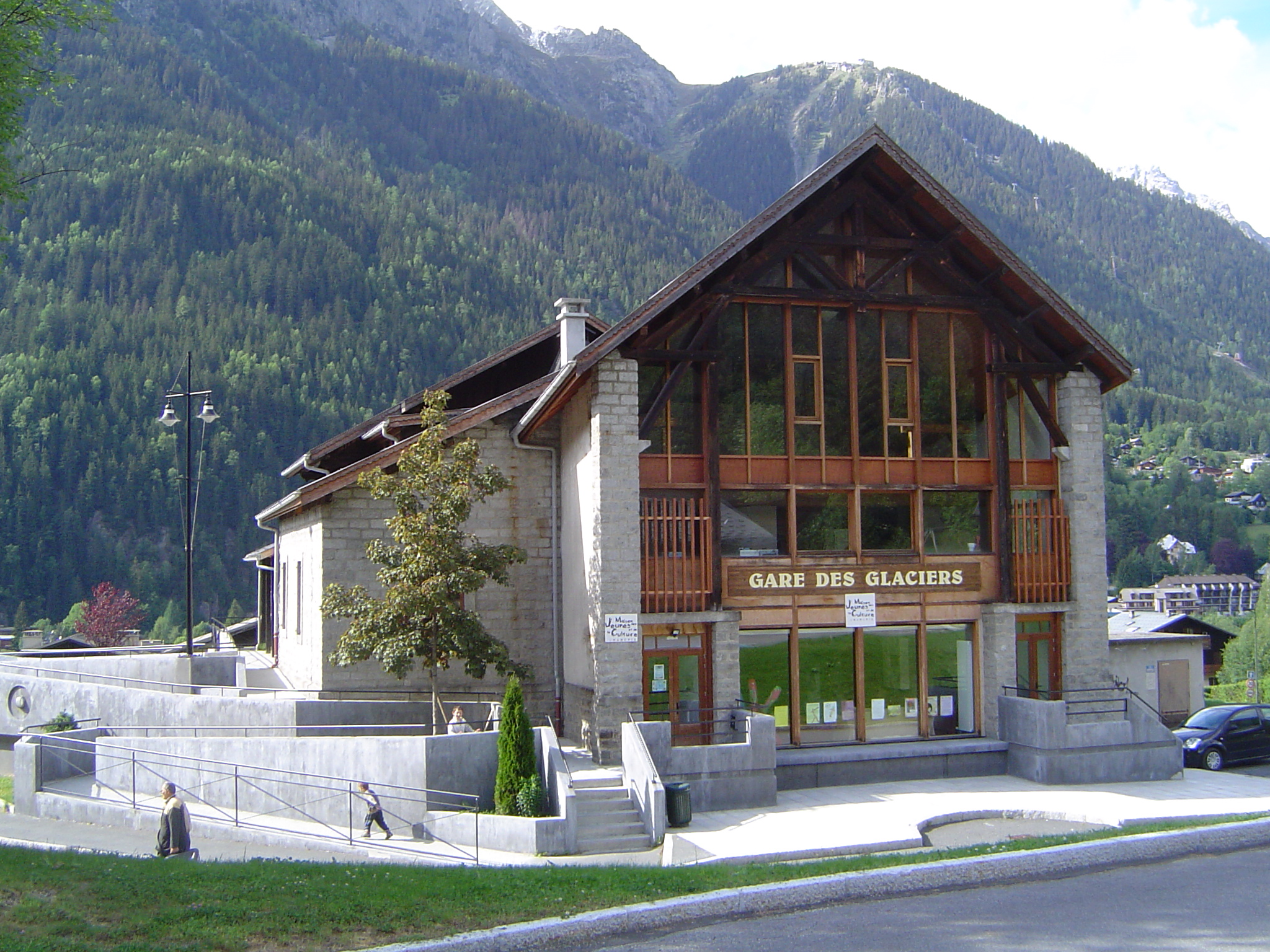
La MJC de Chamonix

En 2008, la municipalité a réhabilité l'ancienne gare du premier téléphérique de l'Aiguille du Midi (aujourd'hui dit téléphérique des Glaciers, car l'appareil n’atteignit finalement jamais le sommet), et y a installé la Maison des jeunes et de la culture de Chamonix.

### Personnalités liées à ce quartier

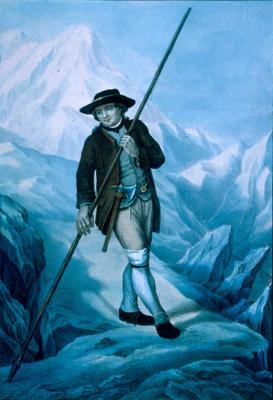
Jacques Balmat

- Jacques Balmat (1762-1834). Né aux Pélerins, chasseur de chamois, cristallier et guide, il réussit la première ascension du mont Blanc en compagnie du docteur Paccard, le 8 août 1786 à 18 h 23.

## Pour approfondir